# Аннабський університет імені Баджа Мохтара
Аннабський університет імені Баджа Мохтара (араб. جامعة باجي مختار - عنابة), також відомий як Університет Аннаби, розташований в Аннабі, що на північно-східному узбережжі Алжиру.
Заснований у 1975 році і складається з восьми факультетів. Університет названий на честь Баджі Мохтара, борця за свободу Алжиру, який загинув під час Алжирської війни 19 листопада 1954 року.

## Загальні відомості
В університеті навчається 43 406 студентів, 2900 викладачів та 1905 адміністративних і допоміжних працівників. Університет надає освітні послуги на рівні бакалаврату та магістратури. Щороку понад 8000 національних та іноземних студентів та аспірантів вступають до університету на навчання. Аннабський університет бере участь у програмах двостороннього обміну.